# Bull Brigade
I Bull Brigade sono un gruppo musicale punk rock di Torino. 
Il gruppo, dichiaratamente antifascista, è legato alle esperienze della Torino operaia. Si è fatto conoscere anche fuori dell'Italia, esibendosi in tutta Europa e arrivando fino in Sud America; ha condiviso il palco con artisti come Ska-P, 99 Posse, Punkreas, Cock Sparrer, Cockney Rejects, Booze & Glory, The Exploited, Sham 69, Anti-Nowhere League, TV Smith, Comeback Kid, Bane, The Stab. 

## Storia del gruppo
I Bull Brigade nascono nel 2006, dalle esperienze delle precedenti band Bad Dog Boogie e Banda del Rione.
Due anni dopo i Bull Brigade pubblicano il disco d'esordio Strade smarrite.
Nel 2016 esce il secondo album Vita libertà.
Lo stesso anno esce l'EP split Héritiers Des Luttes D'hier, Militants d'Aujourd'hui con i francesi Action Sédition.
Nel 2018 esce un altro EP split, con gli spagnoli Non Servium, intitolato The Chaos Brotherhood.
Nel 2019 esce l'album split United & Strong con i cileni Curasbun. Alla fine dell'anno la traccia A Way of Life viene pubblicata in 7" insieme a una sua versione in inglese.
Nel 2020 esce in 7" l'EP Stronger than Time.
Nel 2021 esce il terzo album Il fuoco non si è spento.
Nel 2023 la canzone Sommersi insieme a Fabio Valente (cantante degli Arsenico), appartenente all'album Il fuoco non si è spento, viene inserita nella colonna sonora della serie animata di Zerocalcare Questo mondo non mi renderà cattivo; nella serie il fumettista ha anche ritratto la band sul palco.

## Formazione
- Eugenio Borra – voce
- Luigi Migliore – chitarra
- Alessio Serena – chitarra
- Stefano Gnani – basso
- Marco Bertasi – batteria

## Discografia

### Album in studio
- 2008 – Strade smarrite
- 2016 – Vita libertà
- 2021 – Il fuoco non si è spento

### Split
Album
- 2019 – United & Strong (split con i Curasbun)

EP
- 2016 – Héritiers Des Luttes D'hier, Militants D'aujourd'hui (split con gli Action Sédition)
- 2018 – The Chaos Brotherhood (split con i Non Servium)

### 7"
- 2019 – A Way of Life
- 2020 – Stronger than Time